# Клинт Мансел
Клинт Мансел (на английски: Clinton Darryl Mansell) е английски композитор, музикант, бивш вокалист и китарист на групата Pop Will Eat Itself.
След разформироването на групата Pop Will Eat Itself през 1996 година, Мансел е нает от своя приятел режисьора Дарън Аронофски да напише музиката към филма π. След това Мансел работи и по следващия филм на Аронофски – Реквием за една мечта, като музиката към филма е приета много добре от публиката. Основната композиция „Lux Æterna“ става изключително популярна и е включвана в много реклами и филмови трейлъри.
Композираната от Клинт Мансел музика към филма Изворът на живота е номинирана за „Най-добра музика към филм“ на 64-тите годишни награди „Златен глобус“. Някой от другите известни филми с музика на Мансел са: Луна, Димящи аса, Кечистът, Черният лебед.

## Кариера
Клинт Мансел е бивш вокалист на групата Pop Will Eat Itself (PWEI). Когато PWEI подписват договор с музикалната компания „Nothing Records“, Мансел се сприятелява с Трент Резнър и пее като беквокалист в албума „The Fragile“ на основаната от Резнър група Найн Инч Нейлс.
След като Мансел композира музиката към филма Пи на Дарън Аронофски, режисьора кани Мансел и за следващия си филм Реквием за една мечта. След първото им сътрудничество през 1996 г., Мансел композира музиката за всички следващи филми на Аронофски.
Други известни работи на Мансел е музиката към филма Ямата, музиката за пилотния епизод на От местопрестъплението: Ню Йорк, музиката за по-късните филми на Аронофски – Изворът на живота, която е номинирана за „Най-добра музика към филм“ на 64-тите годишни награди „Златен глобус“ и Кечистът. Мансел участва в писането на музиката за „HBO's Voyeur“. Музиката му е използвана като основа за песента на Лил Джон – „Throw It Up“. Една от последните работи на Мансел е по саундтрака на филма от 2010 г. Черен лебед.
Клинт Мансел придобива „култов статут“. След като саундтрака към филма Димящи аса излиза без голяма част от музиката композирана от Мансел, режисьора Джо Карнахан признава, че е получил много „безсрамни заплахи“ заради липсващите песни.

### Музика на Мансел във филмови трейлъри
Трейлърът към филма Властелинът на пръстените: Двете кули съдържа преправена версия на песента „Lux Æterna“ в изпълнение на оркестър и хор. „Новата“ песен наречена „Requiem for a Tower“ е написана специално за трейлъра.
„Lux Æterna“ е изключително популярна, като и двете, оригинала и версията „Requiem for a Tower“ се появяват в много реклами и трейлъри, включително за рекламата на мача между Бостън Ред Сокс и Ню Йорк Янкис от Мейджър Лийг Бейзбол сезон 2007 и в трейлъри към филмите: Затура: Космическо приключение (Zathura), Шифърът на Леонардо, Проектът: Sunshine (Sunshine), Мисия Вавилон (Babylon A.D.) и сериалите Изгубени и Топ Гиър. „Lux Æterna“ също е използвана от телевизия Скай Спортс, като музика за предаването „Soccer Saturday“ от 2007 до 2009 г. Песента е използвана и в „Америка Търси Таланти“ за представяне на журито и след леко преправяне, новата версия на песента се използва постоянно в предаването.
Парчето на Клинт Мансел – „Death Is the Road to Awe“, което е включено в саундтрака на филма Изворът на живота, се използва за трейлърите на филмите Аз съм легенда, Мъглата (The Mist), Фрост/Никсън (Frost/Nixon) и за трейлъра на „The Final Cut“ версията на филма Блейд Рънър.

### Филми с музика на Клинт Мансел
- Пи, (Pi) 1998
- Реквием за една мечта, 2000
- На запад, (World Traveler) 2001
- Ямата, (The Hole) 2001
- Рекетьори, (Knockaround Guys) 2001
- Дъжд, (Rain) 2001 г.
- Увлечение, (Abandon) 2002
- Убийство по учебник, (Murder by Numbers) 2002
- Сони, (Sonny) 2002
- The Hire – BMW Short Films Series, 2002
- 11:14, 2003
- Без заподозрени, (Suspect Zero) 2004
- Сахара, (Sahara) 2005
- Doom, (Doom) 2005
- Изворът на живота, (The Fountain) 2006
- Вярвай му, (Trust the Man) 2005
- Димящи аса, (Smokin' Aces) 2006
- Мраз, (Wind Chill) 2007
- В стената, (In The Wall) 2007
- Определено, може би, (Definitely, Maybe) 2008
- Кечистът, (The Wrestler) 2008
- Кръв: Последният вампир, (Blood: The Last Vampire) 2009
- Луна, 2009
- Аферата Феъруел, (L'affaire Farewell) 2009
- Любовен рикошет, (The Rebound) 2010
- Черният лебед, (Black Swan) 2010
- Последната нощ, (Last Night) 2010
- Безпощадно, (Faster) 2010
- Изгубена невинност, (Stoker) 2013
- Разврат, (Filth) 2013
- Ной, (Noah) 2014

### Игри с музика на Клинт Мансел
- Mass Effect 3 [11], 2012